# Cryptogeobius clavitibialis
Cryptogeobius clavitibialis es una especie de arácnido  del orden Opiliones de la familia Gonyleptidae.

## Distribución geográfica
Se encuentra con mayor frecuencia en Brasil.